# Borko
Borko è un comune rurale del Mali facente parte del circondario di Bandiagara, nella regione di Mopti.
Il comune è composto da 5 nuclei abitati:
- Borko
- Dempary
- Mello
- Somé
- Tintan